# Petreasa, Alba
Petreasa (în trecut Pirciu) este un sat în comuna Horea din județul Alba, Transilvania, România.